# Zastavna
Zastavna (em ucraniano:   Заставна) é uma cidade da Ucrânia, situada no Oblast de Chernivtsi. Tem 9 km² de área e sua população em 2020 foi estimada em 7.860 habitantes.